# Vigadó
Il Vigadó è la seconda sala da concerto più grande di Budapest e si trova sulla sponda orientale del Danubio. 

## Descrizione
L'edificio progettato da Frigyes Feszl nel 1859, fu costruito per sostituire un'altra sala da concerto che sorgeva sullo stesso sito, e che fu distrutta da un incendio durante la guerra d'Indipendenza del 1848, il Vigadó fu gravemente danneggiato durante la seconda guerra mondiale. La ricostruzione postbellica, che ha richiesto circa trentasei anni, ha mantenuto l'aspetto originario e l'edificio continua ad attrarre direttori d'orchestra ed interpreti di fama mondiale.
La facciata del Vigadó è stata restaurata nel 2006.